# Jardín Botánico de la Abadía de Limoges
El Jardín botánico de la Abadía de Limoges (en francés: Jardin municipal de l'Évêché', y más propiamente denominado en plural jardins de l'Évêché) es un jardín francés y jardín botánico de 5 hectáreas de extensión de propiedad municipal de la comuna de Limoges, en Francia.
Este jardín botánico es miembro de la prestigiosa « Jardins botaniques de France et des pays francophones ».

## Localización
Se ubica dominando el Río Vienne a unos 220 m s. n. m. y son el mayor espacio verde del centro de Limoges, junto a la catedral "Saint Etienne" de Limoges y sobre todo a la antigua abadía de la ciudad, delante del museo municipal de las Bellas Artes.
Los jardines existentes se dividen en un jardín a la francesa, parque público típico compuesto de cuencas y setos de árboles, y un extenso jardín botánico, este así mismo dividido en tres espacios: jardín sistemático, jardín de temas y jardín de los medios naturales regionales.
Jardins de l'Évêché, quartier historique de La Cité et Musée de l'Evêché Limoges, Haute-Vienne, Limousin, France-Francia.
Se encuentra abierto todos los días del año, sin cargo.

## Historia
El jardín origginal junto a la abadía fue creado en el siglo XVIII. Sin embargo el jardín botánico fue creado entre los años de 1956 a 1961, con una notable ampliación en 1990.
Propiedad de la ciudad de Limoges desde 1910, se administra y es mantenido por el servicio municipal de los espacios verdes.

## Colecciones del jardín botánico
- Jardín histórico (ó sistemático), es la parte más antigua del jardín, alberga unas 1 500 especies vegetales, repartidas en parterres y rocallas. Se ubica junto a la capilla de la antigua « Abbaye Sainte-Marie de la Règle» (Abadía de Santa María de la Regla), que actualmente alberga el museo de la Resistencia.
- Jardines temáticos (o práctico), situados sobre la terraza intermedia, se encuentran, alineados en hileras, plantas medicinales, plantas de usos industriales, aromáticas, alimentarias, colorantes, y un espacio reservado a las plantas protegidas de Limousin.
- Jardín ecológico, por la zona debajo de la capilla, muy cerca de la « Cité des métiers et des arts de Limoges» (Ciudad de los oficios y artes de Limoges), esta parte del jardín se caracteriza por una reconstitución de los medios naturales (encinar y garriga, hayal, landa con brezales, zona húmeda, turbera). Se adorna con un quiosco. Es por esta parte del jardín por donde se efectúa el acceso a los subterráneos de la Abadía de la Regla.

### Jardín a la francesa
Se divide en tres: un espacio alrededor de una charca y de juegos de agua que tiene un acceso sobre la calle de la Catedral, una gran explanada adornada de una cuenca y de un bosquecillo de tilos delante del museo de las Bellas Artes, y un jardín típicamente a la francesa (simetría y dibujos geométricos).
Algunas vistas de los "jardins de l'Évêché".

Detalles
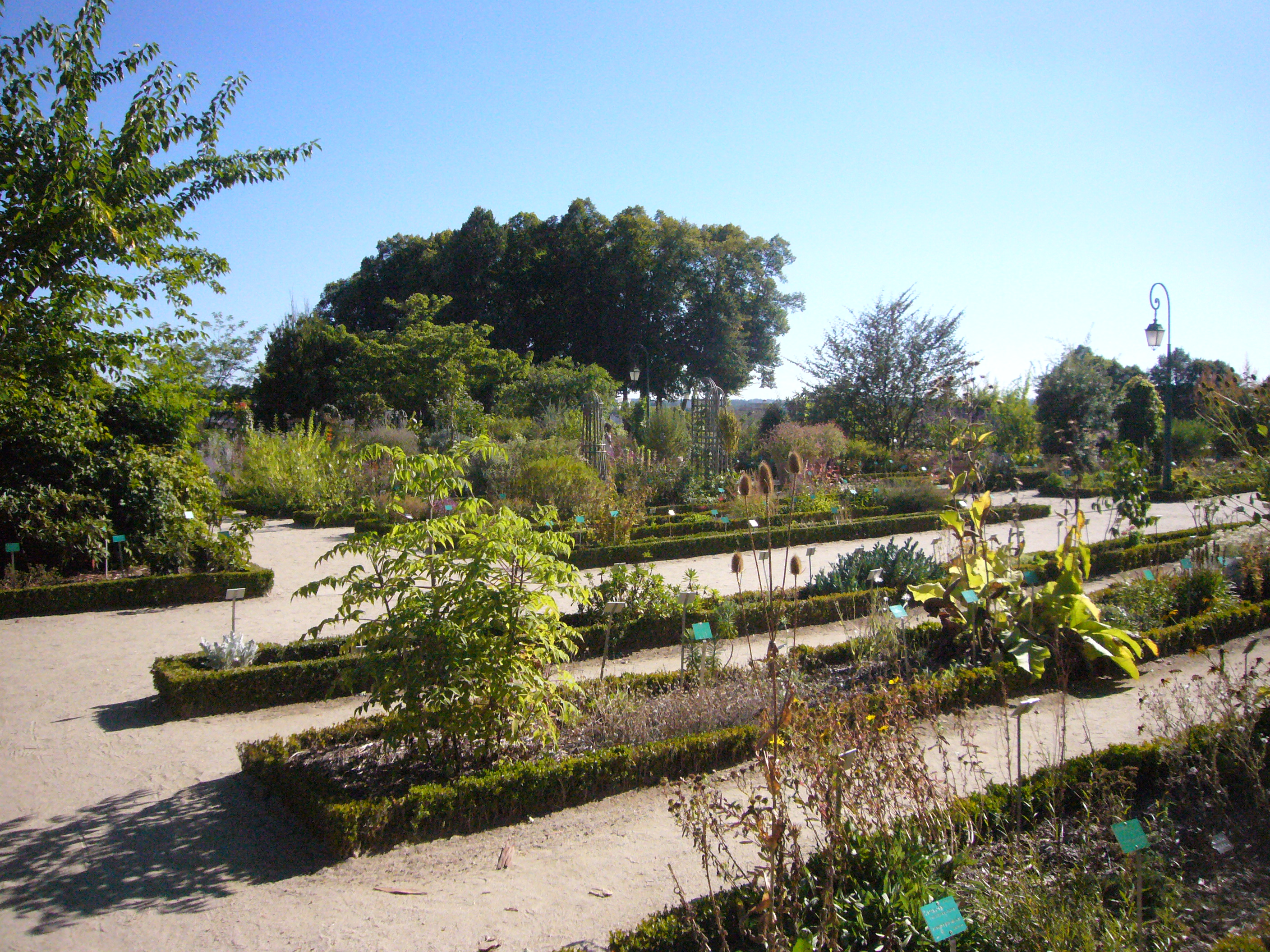
El jardín histórico
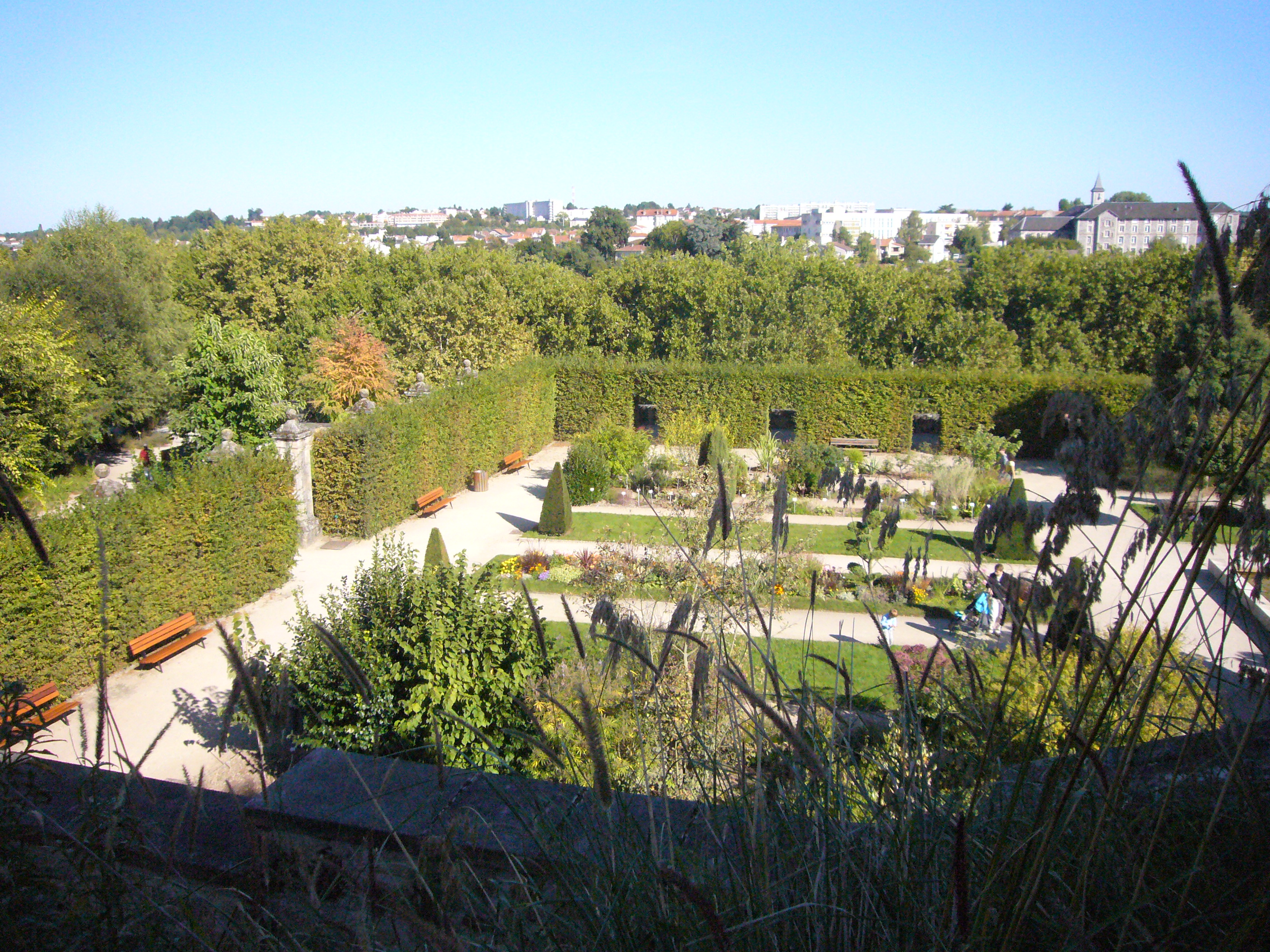
Los jardines temáticos
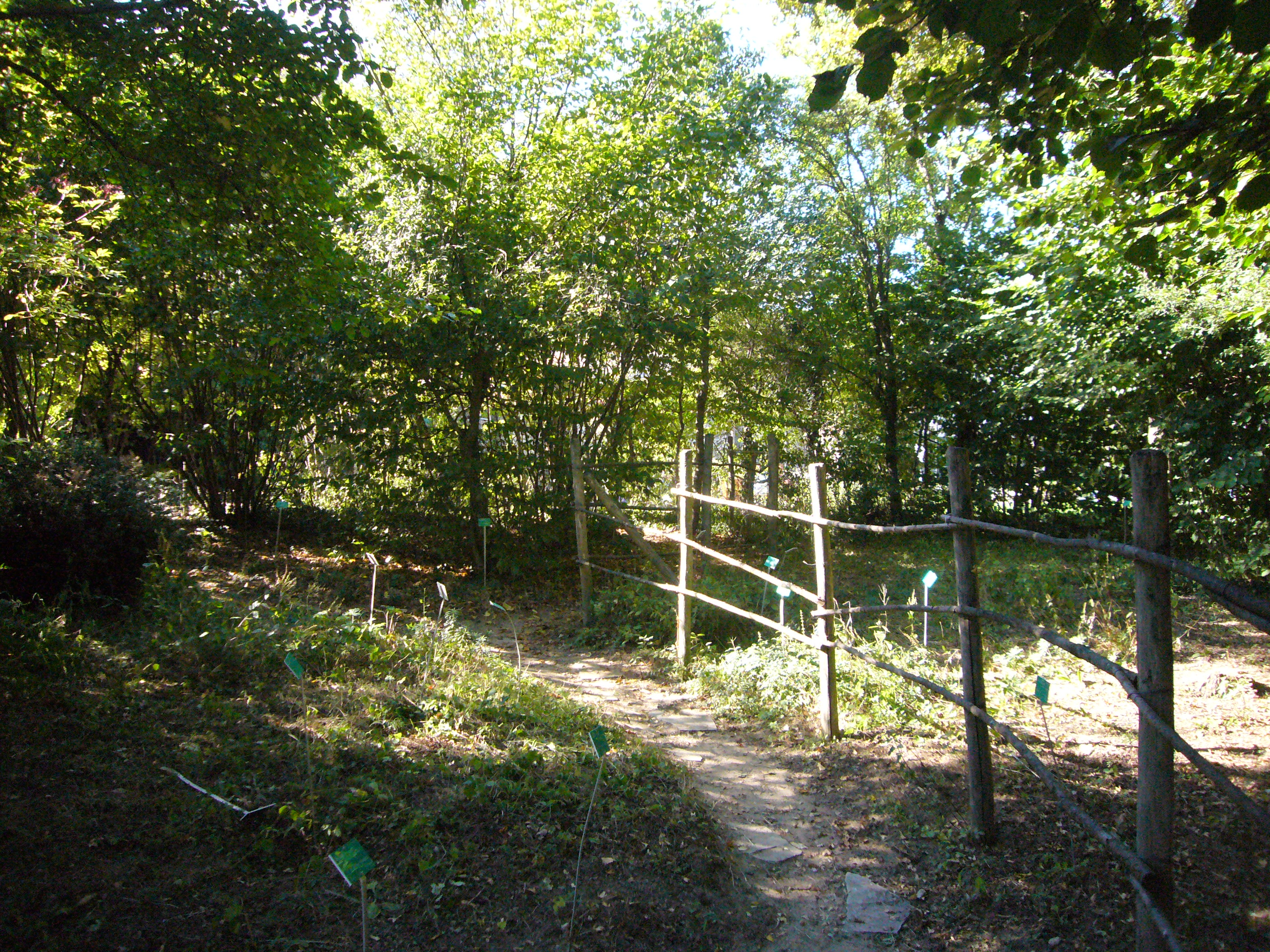
El encinar-garriga del jardín ecológico
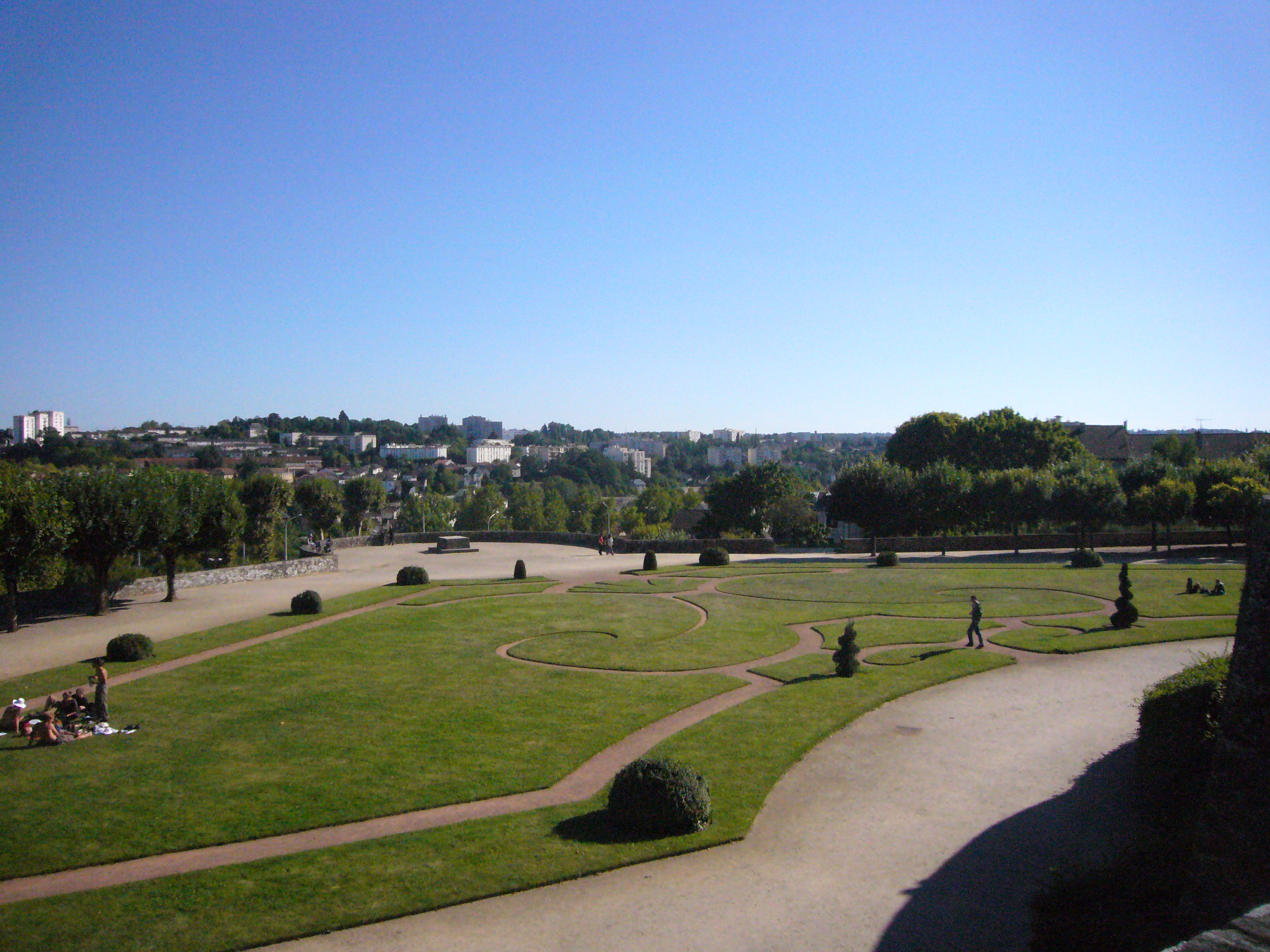
Una parte del jardín a la francesa

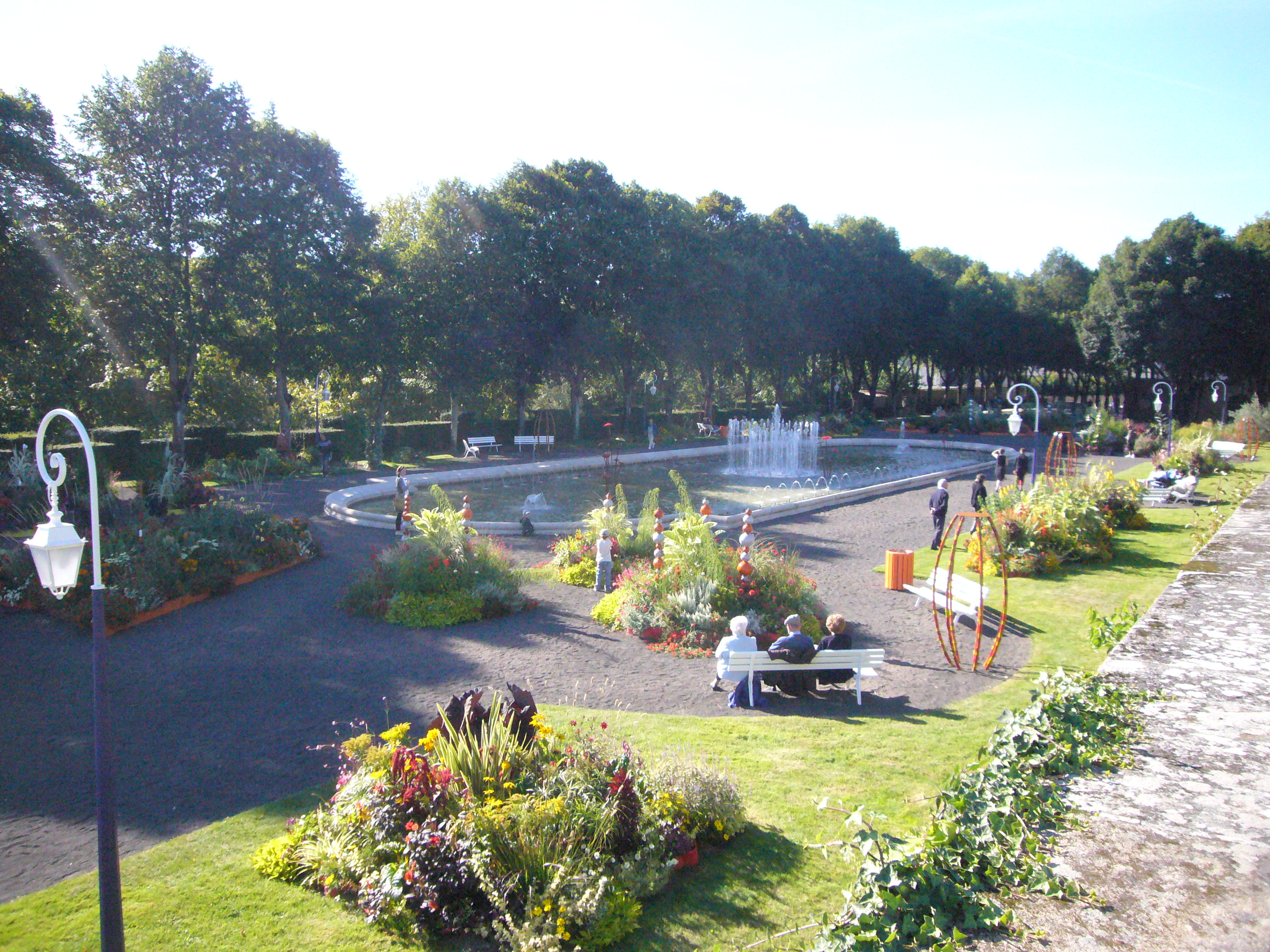
Uno de los lechos florales del jardín
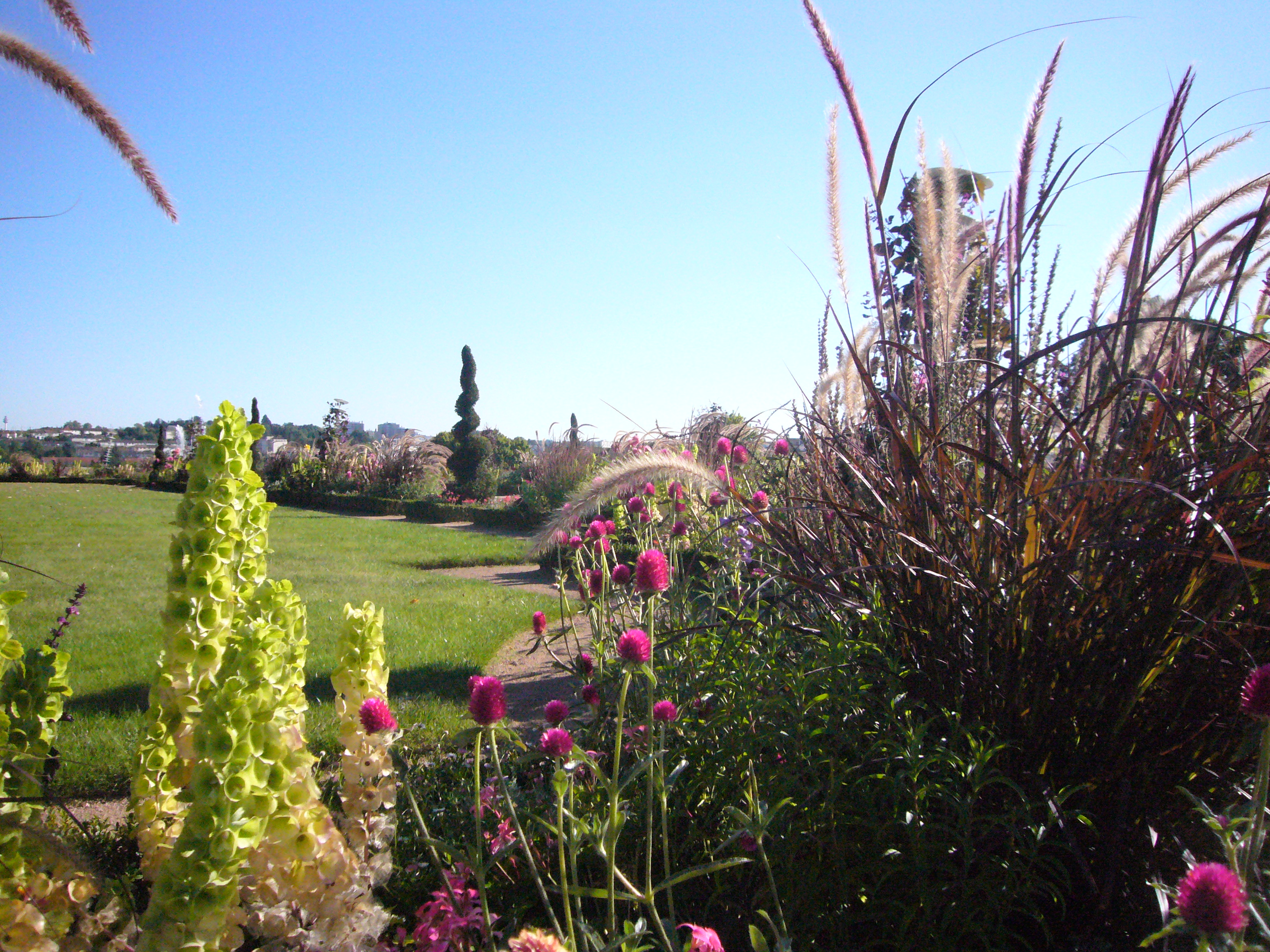
Plantas del jardín
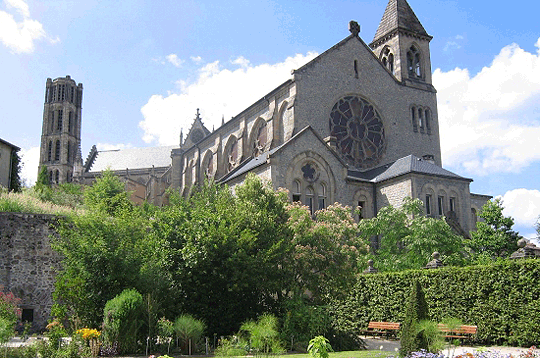
La catedral y la abadía de la Regla desde los jardines
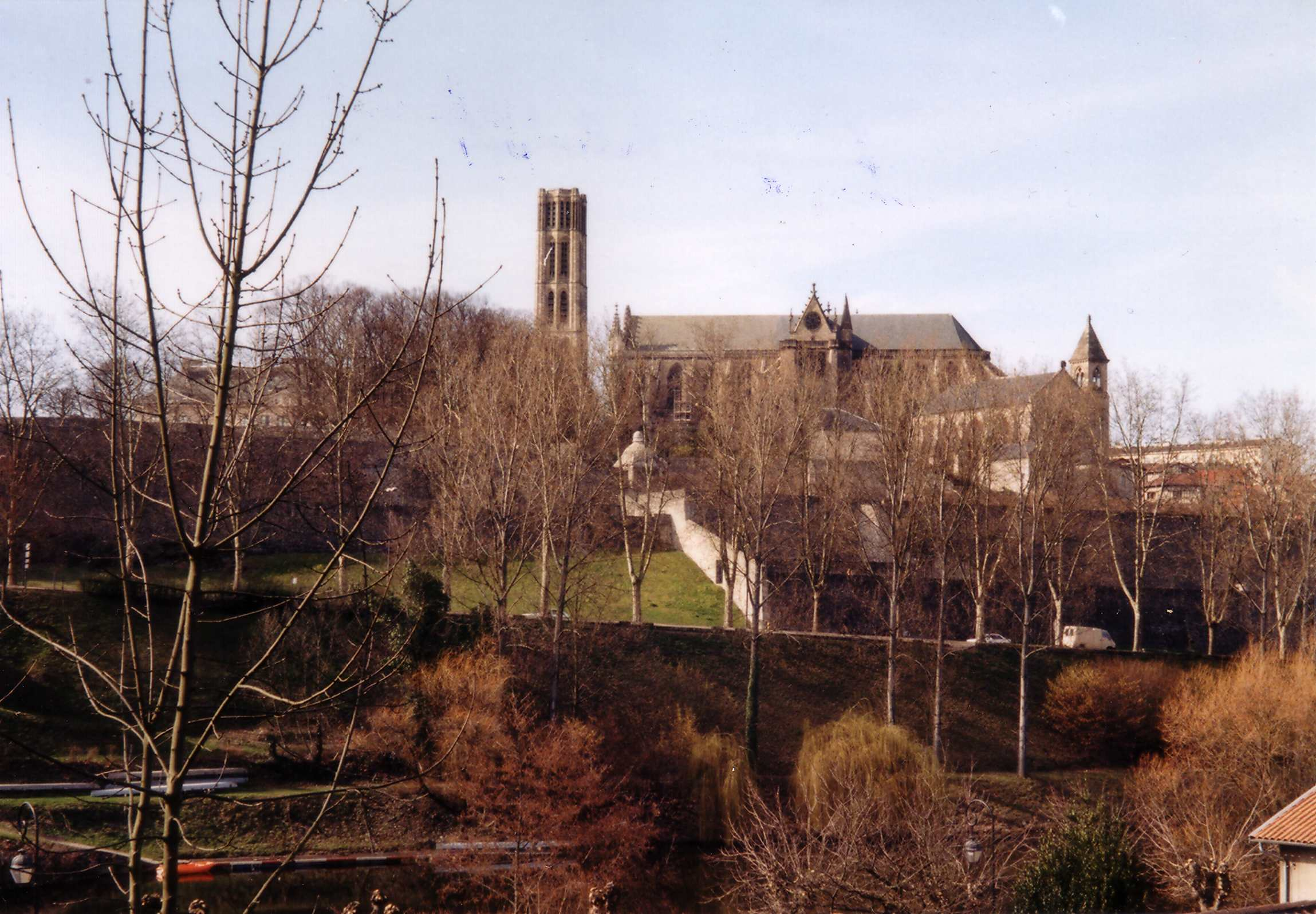
Las terrazas vistas desde la orilla derecha del río Vienne